# Parafia św. Andrzeja Apostoła w Borkowie Starym
Parafia Świętego Andrzeja Apostoła w Borkowie Starym – parafia rzymskokatolicka, znajdująca się w diecezji kaliskiej, w dekanacie Kalisz I.